# Pedro Jaime
Pedro Jaime (Paracuellos de Jiloca, ? - Vic, 29 de enero de 1601) fue un religioso español del siglo XVI.

## Biografía
Nacido en Paracuellos de Jiloca en la primera mitad del siglo XVI, estudió en el Colegio Mayor de San Ildefonso de la Universidad de Alcalá hasta doctorarse en teología e impartir clases en la misma facultad. Regresó posteriormente a Aragón, siendo primero parte del cabildo de la Real Colegiata del Santo Sepulcro de Calatayud y posteriormente arcediano de La Seo de Zaragoza.
La reorganización eclesiástica hispana de segunda mitad de siglo le dio oportunidades de promoción dada la creación de varios obispados de nuevo cuño. En 1584 se planeó el traslado del obispo de Jaca Pedro de Aragón a la sede de Orihuela, nombrándose a Pedro Jaime como su reemplazo en Jaca. Sin embargo, la no ejecución del traslado de Pedro de Aragón supuso que no entrara nunca en efecto el nombramiento de Pedro Jaime.
Sería en 1587 cuando fue finalmente elevado al rango de obispo como obispo de Vic. Nombrado en agosto, tomó posesión el 6 de noviembre por procurador, mientras que era ordenado obispo en Zaragoza el 8 del mismo mes. De su episcopado en la ciudad catalana se recuerdan sínodos diocesanos en 1591, 1593 y 1596, la consagración de la iglesia de Monserrat en 1592, la introducción de Santa Escolástica como festividad y la construcción de una puerta en la catedral. Fue igualmente bajo su episcopado que se separó parte de la diócesis para conformar la nueva diócesis de Solsona.
El 9 de diciembre de 1596 fue nombrado obispo de Albarracín, al segregarse también esa sede de Segorbe. La división del antiguo obispado buscaba, además de adaptar las fronteras diocesanas a las civiles, reforzar la estructura religiosa en zonas remotas. En 1598 celebró otro sínodo diocesano en su nueva sede y en 1598-1599 realizó una visita pastoral por el territorio de la diócesis. Particularmente los edictos consecuencia de su visita diocesana son considerados de interés por su descripción de la situación religiosa real en la serranía.
De su estancia en Albarracín se recuerda también su introducción de la Orden de Predicadores, a los que cedió en 1599 la iglesia de Santa María. Pedro Jaime, amigo personal del predicador dominico Francisco Montón que actuaba en la sierra de Albarracín, promovió ante las autoridades aragonesas la creación de un convento en la localidad. Fue igualmente diputado del reino de Aragón.
Falleció apuñalado en Vich en 1601, siendo enterrado en la catedral de Albarracín.